# Бреди, Джозеф
Джозеф Д. Бреди (англ. Joseph J. Brady) — американский футболист, бронзовый призёр летних Олимпийских игр 1904.
На Играх 1904 в Сент-Луисе Бреди выступал за вторую сборную США. Проиграв два матча и проведя один вничью, он занял третье место и получил бронзовую медаль.